# Branco (piłkarz)
Branco, właśc. Cláudio Ibrahim Vaz Leal (ur. 4 kwietnia 1964 w Bagé) – brazylijski piłkarz grający na pozycji lewego obrońcy. Z reprezentacją Brazylii, w której barwach rozegrał 72 mecze, zdobył w 1994 roku mistrzostwo świata i Copa América w 1989 roku. Był zawodnikiem pięciu różnych klubów brazylijskich, ponadto grał we Włoszech, Portugalii, Anglii, a piłkarską karierę zakończył w 1997 roku w Stanach Zjednoczonych.
W reprezentacji Brazylii od 1985 do 1995 roku rozegrał 72 mecze i strzelił 9 goli – mistrzostwo świata 1994, Copa América 1989 oraz starty w Mundialu 1990 (1/8 finału) i 1986 (ćwierćfinał).